# Lester, Iowa
Lester är en ort i Lyon County i Iowa. Vid 2010 års folkräkning hade Lester 294 invånare.